# Jevna Pološka
Jevna  (belorusko Еўна, Euna, litovsko Jaunė, dobesedno mlada nevesta) je bila hčerka kneza Ivana Pološkega in od leta 1316 do 1341 žena litovskega velikega kneza Gediminasa, * ni znano, † okoli 1344.
V pisnih virih je omenjena samo enkrat – v Bihovskem letopisu, kasnejšem in nezanesljivem viru. Zgodovinarji zato dvomijo v njen obstoj, v virih pa se še vedno navaja kot začetnica  dinastije Gediminovičev. 
Število Gediminasovih žena je zelo sporno. Bihovski letopis omenja tri žene: Vido Kurlandsko,  Olgo Smolensko in Jevno Pološko. Nekaj zgodovinarjev meni, da je imel dve ženi – pogansko plemkinjo in pravoslavno Jevno. S.C. Rowell trdi, da je imel samo eno, neznano pogansko vojvodinjo. Trditev podpira z mnenjem, da bi bila rusinska ali poljska kneginja v sodobnih virih omenjena več kot samo enkrat.

Bihovski letopis omenja, da sta brata Algirdas in Kęstutis po Jevnini  smrti postala nezadovoljna z Jaunutisom, ki ga je Gediminas izbral za svojega dediča. Jaunutisa sta kmalu odstavila. Njegova odstavitev se razlaga, da je šibkega Jaunutisa zaščitila njegova mati. Če bi bila takšna razlaga točna, bi pričala o moči in vplivu kraljice matere v poganski Litvi.